# Paul Constantinescu
Paul Constantinescu (Ploiești, 30 juin 1909 – Bucarest, 20 décembre 1963) est un compositeur roumain d'origine juive, membre de l'Académie roumaine depuis 1963, professeur au Conservatoire de Bucarest, et outre la musique, Constantinescu est doué de talents artistiques pour la littérature (la poésie), l'art (dessin, caricature), la cinématographie. Il manifeste une préoccupation constante pour le folklore et musique liturgie byzantine, se transformant en chercheur passionné et en un créateur de formes sonores innovantes. Contrairement à la génération précédente qui fait ses études à l'étranger, Constantinescu trouve ses professeurs dans le pays et à son tour, enseigne avec la flamme pédagogique. Il réussit à tirer ses sources d'inspiration de sa terre natale, même dans ses premières œuvres.

## Biographie

### Formation
Paul Constantinescu commence ses études musicales à Ploiești en 1919, puis au Conservatoire de Bucarest (1929-1933), où il a comme professeurs Mihail Jora (harmonie, composition, contrepoint), Constantin Brăiloiu (Histoire de la musique), Dimitrie Cuclin (esthétique musicale). À partir de 1933 jusqu'en 1935 et se perfectionne à Vienne avec Franz Schmidt, Oscar Kahasta et Joseph Marx (composition).

### Carrière
Constantinescu est d'abord professeur d'harmonie, de contrepoint et de composition à l'Académie de musique religieuse (1933-1941), ainsi qu'à l'École de musique militaire (1941-1944) et au Conservatoire de Bucarest jusqu'à sa mort (1941-1963).
En 1935, il fait ses débuts à l'opéra, avec Une Nuit orageuse.
Outre son activité d'enseignant, il a de multiples activités, en tant que violoniste, chef d'orchestre et compositeur. Il entreprend un vaste collection de pièces du folklore (plus tard il travaille avec Ion Petrescu), présente des conférences, des émissions de radio et de télévision. Il est aussi conseiller pour le ministère de la Cinématographie, dépendant du ministère de la Propagande, à Bucarest et à la radio roumaine.[réf. nécessaire] Il est élu à l'Académie roumaine en 1963.

## Prix et honneurs
Le titre de Citoyen d'honneur de la municipalité de Ploieşti, a été attribué de manière posthume Paul Constantinescu le 28 mai 2009 à l'occasion du 100e anniversaire de sa naissance, pour sa contribution exceptionnelle à l'enrichissement du patrimoine musical de la ville de Ploiesti, ainsi que pour la promotion de l'image de la ville, à travers la création de son compositeur, à l'échelle nationale et internationale.
Il a reçu deux prix Enesco de composition (1932 et 1938) et un prix d'État en 1952.

## Concours Paul-Constantinescu
Chaque année est organisé à Ploieşti le concours national d'interprétation et de création musical Paul Constantinescu, pour les élèves, les étudiants et les diplômés, avec les sections suivantes : piano, violon, chant, composition.

## Œuvre
L'ensemble de la création du musicien montre l'orientation pour exploiter les ressources du folklore et de la musique religieuse byzantine. Il compose dans pratiquement tous les genres de musique classique, dans « un langage clair et direct » : opéra, mélodies, ballet, concerts symphoniques, musique de film, jusqu'à l'oratorio. 
Brillant orchestrateur, il imite parfois les instruments folkloriques ou réalise des effets comiques dans une utilisation ludique des instruments à vent.

### Piano
- 1951 : Trois pièces pour piano
- 1961 : Toco-Toccatina (11 décembre 1961)

### Musique de chambre
- 1929 : Deux études dans le style byzantin, pour violon, alto et violoncelle
- 1943 : Sonatine byzantine pour alto ou violoncelle seul
- 1947 : Concerto pour quatuor à cordes
- 1950 : Ballade haiducească pour violoncelle et piano

### Musique symphonique
- 1930-1936 : Suite roumaine
- 1937 : Simfonieta
- 1944 : Symphonie
- 1946 : Variations libres sur une chansons byzantine du XIIIe siècle, pour violoncelle et orchestre
- 1952 : Concerto pour piano et orchestre
- 1955 : Concerto pour orchestre à cordes
- 1957 : Concert pour violon et orchestre
- 1960 : Concert pour harpe et orchestre
- 1963 : Triple concerto pour violon, violoncelle, piano et orchestre
- 1963 : Simfonia ploieșteană

### Musique symphonique avec chœur
- 1936 : Ryga Crypto et Lapona Enigel
- 1943 : La Passion et la Résurrection, oratorio byzantin de Pâques
- 1947 : Naissance de notre Seigneur, oratorio byzantin de Noël

### Musique chorale
- 1952 : Miorita poème choral

4 madrigaux sur des poèmes de Mihai Eminescu
- Le bruissement de la forêt
- Dans le milieu de la forêt souvent
- Sur les pics
- Les étoiles dans le ciel

### Musique vocale
- De nombreux Lieder sur des textes par Eminescu, Coşbuc, Goga, Ștefan Octavian Iosif, Cicerone Theodorescu, etc.

### Opéras et ballets
- 1935 : Une Nuit orageuse, opéra-comique en 2 actes ;
- 1938 : Le Maître Manole, opéra en 3 actes sur un livret de Mircea Streinul ;
- 1939 : Noces dans les Carpates, poème chorégraphique ;
- 1955 : Wedge Lesnea Rusalim, opéra.

### Musiques de film
- 1952 : Une nuit orageuse
- 1953 : Une lettre perdue
- 1956 : Le Moulin de la chance

## Discographie
- Concerto pour violon (1955) - Ștefan Ruha, violon ; Orchestre symphonique Cluj-Napoca, dir. Mircea Cristescu (1984, Olympia OCD417) (OCLC 47910412)
- Concerto pour piano (1952) ; Symphonie no 1 - Valentin Gheorghiu, piano ; Orchestre de Cluj, dir. Emil Simon (1977, Olympia TOC 411) (OCLC 27901666)
- Concerto pour harpe° ; Concerto pour cordes* ; Variations byzantines pour violoncelle et orchestre°° - Géza Szabó°°, violoncelle ; Alexandra Guţu, violoncelle ; Elena Ganțolea°, harpe - Orchestre philharmonique de Timișoara, dir. Remus Georgescu ; Orchestre philharmonique de Brasov, dir. Ionescu-Galați ; Orchestre philharmonique d'Oradea, dir. Erwin Acél°° ; Orchestre de la radiotélévision roumaine, dir. Iosif Conta° (1981 et 1983, Olympia) (OCLC 28874335)

### Ouvrages
- (ro) Vasile Tomescu, Paul Constantinescu. Bucarest, Editura muzicală 1967
- (ro) Stelian Ionașcu, Paul Constantinescu și muzica psaltică românească, Bucarest, Editura Institutului Biblic și de Misiune a Bisericii Ortodoxe Române
- (ro) Sanda Hârlav-Maistorovici, Paul Constaninescu. Despre poezia muzicii, Ploiești, Editura Premier 2004
- (ro) Sanda Hârlav-Maistorovici, Creația componistică a lui Paul Constaninescu. Catalog cronologic, Bucarest, Editura Muzicală 2015

### Encyclopédies et dictionnaires
- Theodore Baker et Nicolas Slonimsky (trad. Marie-Stella Pâris, préf. Nicolas Slonimsky), Dictionnaire biographique des musiciens [« Baker's Biographical Dictionary of Musicians »], t. 1 : A-G, Paris, Robert Laffont, coll. « Bouquins », 1995 (réimpr. 1905, 1919, 1940, 1958, 1978), 8e éd. (1re éd. 1900), 4728 p. (ISBN 2-221-06787-8), p. 824.
- (en) Viorel Cosma, « Constantinescu, Paul   », dans Grove Music Online, Oxford University Press, 2001.
- Marc Vignal, Dictionnaire de la musique, Paris, Larousse, 2005, 1516 p. (ISBN 2-03-505545-8, OCLC 896013420, lire en ligne), p. 253.